# Sapato Velho
"Sapato Velho" é uma canção gravada pelo grupo carioca Roupa Nova É uma composição de Mú Carvalho, Cláudio Nucci e Paulinho Tapajós. A canção fez parte do disco Roupa Nova (1981) e é uma das músicas mais conhecidas do grupo. O grupo Quarteto em Cy também gravou essa canção 